# One Piece. Большой Куш (телесериал)
«One Piece. Большой куш» (яп. ワンピース Ван Пи:су, рус. Ван Пис, Большой Куш) — стриминговый телесериал основанный на одноимённой манге Эйитиро Оды. За производство отвечают компании Netflix, Tomorrow Studios и Shueisha. Создателями проекта выступили Мэтт Оуэнс и Стивен Маэда. Роли основных персонажей исполнили актёры Иньяки Годой, Маккэнъю Арата, Эмили Радд, Джейкоб Ромеро Гибсон и Таз Скайлар. Премьера сериала состоялась 31 августа 2023 года. Экранизация была тепло встречена как фанатами, так и кинокритиками, получив продление на второй сезон.

## Сюжет
Сюжет посвящён приключениям пирата Манки Д. Луффи, отправившегося в полный опасностей океан Гранд-Лайн, чтобы найти Ван-Пис, легендарное сокровище, которое сделает его Королём Пиратов. По пути к большому и опасному океану он находит друзей и напарников, которые помогают ему в плавании. Однако героев преследует Морской Дозор, к тому же они не единственная пиратская команда, которая охотится за One Piece. Связанные узами крепкой дружбы, пираты Соломенной Шляпы готовы к путешествию, а также к борьбе за свои мечты.

## В ролях

### Главные роли
- Иньяки Годой в роли Манки Д. Луффи[8]: пират, случайно съевший дьявольский фрукт Резина-Резина, который дал его телу свойства резины. Его мечта — стать Королём Пиратов.
  - Колтон Осорио — Манки Д. Луффи (в детстве).
- Маккэнъю Арата в роли Ророноа Зоро[8]: опытный фехтовальщик и охотник за головами, использующий «Стиль трёх мечей». Стремится стать лучшим фехтовальщиком в мире.
  - Максимилиан Ли Пьяцца  —  Ророноа Зоро (в детстве).
- Эмили Радд в роли Нами[8]: загадочная воровка, скрывающая свое прошлое за маской безразличия.
  - Лили Фишер — Нами (в детстве).
- Джейкоб Ромеро Гибсон в роли Усоппа[8]: специализируется на стрельбе, хитёр и изобретателен, но труслив. Он намерен стать отважным морским воином.
  - Кевин Саула — Усопп (в детстве).
- Таз Скайлар в роли Санджи[8]: профессиональный кок, любитель женщин и мастер боевых искусств, которым его научил наставник Зефф. Его цель — найти легендарное море Олл-Блу.
  - Кристиан Конвери — Санджи (в детстве).
- Винсент Риган в роли Монки Д. Гарп: бывший вице-адмирала Морской пехоты и дедушки Луффи. Становится наставником для Коби и Хельмеппо.
- Джефф Уорд в роли Клоуна Багги: Капитан «Пиратов Багги». Дьявольский фрукт — Бара-Бара, способен разделять тело на множество частей и управлять ими на определённом расстоянии.
- Морган Дейвис в роли Коби: юноша, служивший юнгой на корабле Альвиды в Ист-Блу, а позже спасенный Луффи. Позже становится кадетом Морской пехоты.
- Эйдан Скотт в роли Хельмеппо: сын капитана Моргана. Вместе с Коби становится кадетом Морской пехоты после поражения и отстранения своего отца.

### Второстепенные роли
- Питер Гадиот в роли Шанкса: капитан «Красноволосых Пиратов», который был героем детства Луффи и вдохновил его на создание собственной команды.
- Илья Изорелис Паулино в роли Альвиды: капитан «Пиратов Альвиды». Грубая, агрессивная, самовлюблённая женщина, требующая от команды постоянной лести.
- Лэнгли Кирквуд в роли Моргана: бывший капитан, получившего прозвище Секира за то, что у него топор вместо правой руки. Первый офицер Морского пехоты и отец Хельмеппо.
- Стивел Марк в роли Ясоппа, офицера «Красноволосых Пиратов» и отца Усоппа.
- Нтланхла Морган Куту в роли Лаки Ру, офицера «Красноволосых Пиратов».
- Лаудо Либенберг в роли Бенна Бекмана, офицера «Красноволосых Пиратов».
- МакКинли Белчер III в роли Арлонга: капитан «Пиратов Арлонга», обосновавшейся в Ист-Блю, безжалостный человек-рыба.
- Дэвид Дастмалчян в роли Галдино/Мистера 3: один из членов организации Барок Воркс, обладающий силой плода Воск-Воск. Может создавать свечи и управлять ими.
- Камрус Джонсон в роли Джема/Мистера 5: член организации Барок Воркс, может вызывать взрывы любой частью своего тела, включая слизистую оболочку и дыхание, благодаря силе плода Бомба-Бомба.
- Джо Манганьелло в роли сэра Крокода́йла/Мистера 0[9]: бывший глава организации «Барок-Воркс». Обладает способностями плода Песок-Песок — обращать всё в песок и управлять им.
- Лера Абова в роли Нико Робин/Мисс Олл Сандей[9]: археолог команды Соломенной Шляпы. Она съела Плод Цвети-Цвети, который позволяет Робин выращивать любые части своего тела на любой поверхности.
- Каллум Керр в роли Смокера: капитан, а позже вице-адмирал Дозора. Обладает силой плода Дым-Дым. Преследует Луффи с самого начала приключений — от Логтауна. Постоянно курит две сигары.

## Производство

### Разработка
В июле 2017 года главный редактор Weekly Shonen Jump Хироюки Накано объявил, что Tomorrow Studios (партнерство между Марти Адельштайном и ITV Studios) и Shueisha намерены начать производство американской телеадаптации манги Эйитиро Ода, приуроченной к 20-летию серии. Ода должен выступить исполнительным продюсером проекта, наряду с генеральными директорами Tomorrow Studios — Адельштайном и Бекки Клементсом. Согласно имеющейся информации сюжет сериала начнётся с эпизода «Ист-Блю». Адельштайн также отметил, что стоимость производства может установить рекорд на рынке телевещания.
В январе 2020 года Ода сообщил, что компания Netflix заказала первый сезон из десяти эпизодов. В мае 2020 года продюсер Марти Адельштайн рассказал в интервью Syfy Wire, что съемки сериала должны были начаться в Кейптауне на Cape Town Film Studios примерно в августе, но их отложили на сентябрь из-за обострившейся пандемии COVID-19. Он также сообщил, что сценарий всех десяти эпизодов готов и создатели планировали начать кастинг актёров где-то в июне. Однако в сентябре 2020 года исполнительный продюсер и сценарист Мэтт Оуэнс заявил, что кастинг был отложен.
Производство сериала возобновилось в марте 2021 года. Он получил кодовое название — Project Roger. В сентябре представили логотип сериала. В том же месяце появилась информация, что режиссером пилотного эпизода станет Марк Йобст. В феврале 2022 года было объявлено, что Арису Касиваги станет креативным директором и дизайнером шоу, она будет ответственна за оригинальный логотип и титры. В марте 2022 года, наряду с объявлениями о дополнительных кастингах, появилась информация, что главный сценарист и исполнительный продюсер Мэтт Оуэнс будет соавтором шоу наряду со Стивом Маэдой. В июне 2022 года стало известно, что несколько эпизодов сериала сняла Эмма Салливан.

### Кастинг
В ноябре 2021 года появились персональные постеры основных персонажей (команды Пиратов Соломенной Шляпы) с играющими их актёрами: Иньяки Годоя в роли Манки Д. Луффи, Маккэнъю Араты в роли Ророноа Зоро, Эмили Радд в роли Нами, Джейкоба Ромеро Гибсона в роли Усоппа и Таза Скайлара в роли Санджи.
В марте 2022 года к актёрскому составу присоединились Морган Дэйвис в роли Коби, Илию Изорелис Паулино в роли Альвиды, Эйдан Скотт в роли Хельмеппо, Джефф Уорд в роли Багги, Маккинли Белчер III в роли Арлонга, Винсент Риган в роли Гарпа и Питер Гадиот в роли Шанкса.
В июне 2022 года прошёл дополнительный набор актёров, роли получили: Лэнгли Кирквуд (капитан Морган), Селеста Лутс (Кайа), Александр Маниатис (Клахадор), Крейг Фэйрбрасс (Зефф), Стивен Уорд (Дракуле Михок) и Чиома Умеала (Нодзико). В августе 2022 года к актерскому составу сериала также были добавлены Бьянка Остуизен, Шанте Грейнджер и Грант Росс, сыгравшие Шэма, Банчину и Гэндзо соответственно.
Многие актёры и другие члены съёмочной команды являются фанатами One Piece. 
 Сериал создается людьми, которые любят One Piece. Мы любим мангу, мы любим аниме, и думаем, что они великолепны. Наша единственная цель - отдать дань уважения творчеству господина Оды и побудить больше людей открыть его для себя. Мы не хотим делать ничего другого, кроме как выразить должное уважение и помочь другим насладиться этой мощной историей. О ней должен узнать весь мир.

### Съёмки
По словам Маэды основные съемки прошли в период с 31 января по 22 августа 2022 года. В мае режиссёр Марк Йобст сообщил, что закончил съемки первых двух серий шоу. Часть съемок проходила в Кейптауне, Южная Африка, на местной киностудии. Николь Хирш Уитакер, оператор шоу, отмечала, что основная съемочная группа была скомплектована за шесть недель до начала производства.
1 июля 2024 года стартовали съёмки второго сезона. В числе новых актёров, задействованных в продолжении, фигурируют Дэвид Дастмалчян (Галдино, Мистер 3), Камрус Джонсон (Джем, Мистер 5), Дэниэл Ласкер (Мистер 9), Джаззара Джаслин (Мисс Валентайн), Клайв Расселл (Крокус), Вернер Костер (Дорри), Брендан Мюррэй (Броги), Джулия Ревальд (Тасиги), Роб Коллетти (Вапол), Тай Кио (Далтон), а также Каллум Керр (Смокер). Предположительно, новый сезон выйдет в 2025 году.

## Список эпизодов

### Сезон 1 (2023)
| № | Название                                                             | Режиссёр      | Автор сценария                                                    | Дата премьеры   |
| - | -------------------------------------------------------------------- | ------------- | ----------------------------------------------------------------- | --------------- |
| 1 | «На заре приключений» «Romance Dawn»                                 | Марк Йобст    | Мэтт Оуэнс и Стивен Маэда                                         | 31 августа 2023 |
| 2 | «Человек в соломенной шляпе» «The Man in the Straw Hat»              | Марк Йобст    | Иэн Стоукс                                                        | 31 августа 2023 |
| 3 | «Не рассказывай сказки» «Tell No Tales»                              | Эмма Салливан | Мэтт Оуэнс и Дамани Джонсон                                       | 31 августа 2023 |
| 4 | «Пираты идут» «The Pirates Are Coming»                               | Эмма Салливан | Тиффани Грешлер и Том Гайндман                                    | 31 августа 2023 |
| 5 | «Приятного аппетита в „Барати“!» «Eat at Baratie!»                   | Тим Саутем    | Лаура Жакмин                                                      | 31 августа 2023 |
| 6 | «Шеф и мальчик на побегушках» «The Chef and the Chore Boy»           | Тим Саутем    | Стивен Маэда и Диего Гутьеррес                                    | 31 августа 2023 |
| 7 | «Девушка с татуировкой рыбы-пилы» «The Girl with the Sawfish Tattoo» | Йозеф Владыка | Тиффани Грешлер и Иэн Стоукс, Эллисон Вайнтрауб и Линдси Гельфанд | 31 августа 2023 |
| 8 | «Худший на Ист-Блу» «Worst in the East»                              | Йозеф Владыка | Мэтт Оуэнс и Стивен Маэда                                         | 31 августа 2023 |

## Отзывы и оценки
Аниме-адаптации не были сильной стороной Netflix и всегда попадали под волны критики, однако с выходом «One Piece» платформа смогла разорвать это «проклятие».
На сайте-агрегаторе рецензий Rotten Tomatoes его рейтинг составляет 86% на основе 63 отзывов критиков, со средней оценкой 7.7 из 10. Консенсус сайта гласит: «Очаровательная и добродушная адаптация со всей любовью отражает суть исходного материала. Сериал должен понравиться как фанатам, так и новичкам». В свою очередь рейтинг проекта на Metacritic равен 67 баллам из 100 (базируясь на мнениях 21 рецензента), что приравнивается к «в целом положительному» статусу.
Сериал обновил рекорд Netflix по просмотрам за первые несколько дней после релиза заняв первое место в 84 странах, опередив предыдущие хиты стриминга — «Уэнздей» и «Очень странные дела».
Спустя две недели после релиза сериал был продлён на второй сезон. Эйитиро Ода поблагодарил фанатов за то, что они проявили интерес к сериалу, подчеркнув, что усилия производственной команды стоили полученного результата. Всего планируется снять около двенадцати сезонов. По словам создателей сценарий продолжения уже готов, съёмки должны начаться сразу же после окончания забастовки голливудских сценаристов. Новый сезон должен выйти через 12-18 месяцев.
По итогам 2023 года некоторые издания включили «Ван Пис» в свои списки лучших фантастических сериалов года, в том числе Gizmodo, Polygon  Vulture , а «Мир фантастики» назвал его лучшим зарубежным сериалом года.